# Ossipee (New Hampshire)
Ossipee ist eine Stadt (town) im US-Bundesstaat New Hampshire und Verwaltungssitz von Carroll County. Mit Stand von 2020 hatte sie 4372 Einwohner.

## Geschichte
Ursprünglich Wigwam Village, später New Garden genannt wurde Ossipee später nach den Ossipee-Indianern benannt, einem der zwölf Algonkin-Stämme. 1785 wurde Ossipee als town eingetragen.
An dem Ort, wo sich heute die Stadt befindet, war früher ein indianisches Palisadenfort, mit dem sich die Ossipee gegen die Mohawk verteidigten. 1725 wurde das Fort zerstört und dann von Captain John Lovewell junior wieder aufgebaut. Ossipee nimmt für sich in Anspruch, Heimat des ersten Schneemobils zu sein. 1917 meldete Virgil D. White das Patent für Zubehör an, das es ermöglichte den Ford Model T in ein Schneemobil umzubauen.

## Bekannte Einwohner
- Fred H. Brown (1879–1955), US-amerikanischer Politiker
- John Lovewell (1691–1725), Soldat aus dem Dummers Krieg
- Chester Earl Merrow (1906–1974), US-amerikanischer Politiker
- John Greenleaf Whittier (1807–1892), Dichter (Ossipee war seine Sommer-Residenz)